# Manuel Ramos y Ramos
Manuel Ramos y Ramos (San Salvador; 1 de agosto de 1950) es un exfutbolista salvadoreño que jugaba como centrocampista.

## Clubes
| Club                     | País        | Año       |
| ------------------------ | ----------- | --------- |
| Adler                    | El Salvador | 1969-1973 |
| Águila                   | El Salvador | 1973-1974 |
| Negocios Internacionales | El Salvador | 1974-1975 |
| Atlético Marte           | El Salvador | 1975-1984 |
| UCA                      | El Salvador | 1984-1985 |
| Sensuntepeque            | El Salvador | 1985-1986 |

## Palmarés

### Títulos nacionales
| Título           | Equipo         | País        | Año     |
| ---------------- | -------------- | ----------- | ------- |
| Primera División | Atlético Marte | El Salvador | 1980-81 |
| Primera División | Atlético Marte | El Salvador | 1982    |